# Calonectria pauciramosa
Calonectria pauciramosa är en svampart som beskrevs av C.L. Schoch & Crous 1999. Calonectria pauciramosa ingår i släktet Calonectria och familjen Nectriaceae.   Inga underarter finns listade i Catalogue of Life.